# Morigny-Champigny
Pour les articles homonymes, voir Champigny et Morigny.
Morigny-Champigny (prononcé [moʁiɲi ʃɑ̃piɲi] ) est une commune française située à quarante-huit kilomètres au sud-ouest de Paris dans le département de l'Essonne en région Île-de-France.
Ses habitants sont appelés les Morignacois.

## Géographie

### Situation
| Type d’occupation           | Pourcentage | Superficie (en hectares) |
| --------------------------- | ----------- | ------------------------ |
| Espace urbain construit     | 7,5 %       | 232,67                   |
| Espace urbain non construit | 2,9 %       | 88,63                    |
| Espace rural                | 89,6 %      | 2 780,94                 |
| Source : Iaurif             |             |                          |

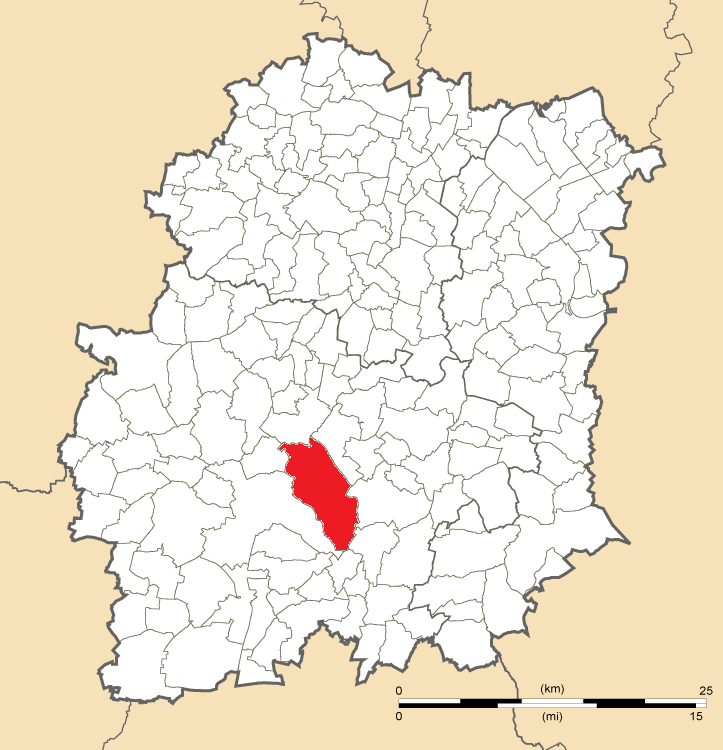
Position de Morigny-Champigny en Essonne.

Morigny-Champigny est située à quarante-huit kilomètres au sud-ouest de Paris-Notre-Dame, point zéro des routes de France, vingt-huit kilomètres au sud-ouest d'Évry, deux kilomètres à l'est d'Étampes, treize kilomètres au sud-ouest de La Ferté-Alais, seize kilomètres au sud-est de Dourdan, dix-sept kilomètres au sud-ouest d'Arpajon, vingt-et-un kilomètres au nord-ouest de Milly-la-Forêt, vingt-trois kilomètres au sud-ouest de Montlhéry, vingt-huit kilomètres au sud-ouest de Corbeil-Essonnes, trente kilomètres au sud de Palaiseau.

### Hydrographie
La commune est traversée par la rivière la Juine.

### Relief et géologie
La commune comporte un des sites de la réserve naturelle nationale des sites géologiques de l'Essonne.

### Climat
Pour des articles plus généraux, voir Climat de l'Île-de-France et Climat de l'Essonne.
En 2010, le climat de la commune est de type climat océanique dégradé des plaines du Centre et du Nord, selon une étude du CNRS s'appuyant sur une série de données couvrant la période 1971-2000. En 2020, Météo-France publie une typologie des climats de la France métropolitaine dans laquelle la commune est exposée à un climat océanique altéré et est dans la région climatique Sud-ouest du bassin Parisien, caractérisée par une faible pluviométrie, notamment au printemps (120 à 150 mm) et un hiver froid (3,5 °C). 
Pour la période 1971-2000, la température annuelle moyenne est de 11,3 °C, avec une amplitude thermique annuelle de 15,5 °C. Le cumul annuel moyen de précipitations est de 679 mm, avec 11,1 jours de précipitations en janvier et 7,9 jours en juillet. Pour la période 1991-2020, la température moyenne annuelle observée sur la station météorologique la plus proche, située sur la commune de Courdimanche-sur-Essonne à 15 km à vol d'oiseau, est de 11,6 °C et le cumul annuel moyen de précipitations est de 594,8 mm,. Pour l'avenir, les paramètres climatiques de la commune estimés pour 2050 selon différents scénarios d'émission de gaz à effet de serre sont consultables sur un site dédié publié par Météo-France en novembre 2022.

### Voies de communication et transports
La route nationale 20 (route nationale de Paris à Toulouse) traverse l'extrémité ouest du territoire.
La commune est desservie par les lignes 4408, 4409, 4411, 4413, 4414, 4415 et 4442 du réseau de bus Essonne Sud Ouest, qui permettent de rejoindre Étampes.

## Urbanisme

### Typologie
Au 1er janvier 2024, Morigny-Champigny est catégorisée ceinture urbaine, selon la nouvelle grille communale de densité à sept niveaux définie par l'Insee en 2022.
Elle appartient à l'unité urbaine d'Étampes, une agglomération intra-départementale regroupant trois  communes, dont elle est une commune de la banlieue,,. Par ailleurs la commune fait partie de l'aire d'attraction de Paris, dont elle est une commune de la couronne,. Cette aire regroupe 1 929 communes,.

## Toponymie
Le nom Morigny provient du latin Mauriniacus. La commune fut créée en 1793 sous le nom de Morigny. Elle absorba Champigny en 1807, puis devint Morigny les Étampes en 1825.

## Histoire
Morigny-Champigny était bien occupée dès la préhistoire comme le témoigne un polissoir : la Petite Garenne.

## Population et société

### Démographie

#### Évolution démographique
L'évolution du nombre d'habitants est connue à travers les recensements de la population effectués dans la commune depuis 1793. Pour les communes de moins de 10 000 habitants, une enquête de recensement portant sur toute la population est réalisée tous les cinq ans, les populations de référence des années intermédiaires étant quant à elles estimées par interpolation ou extrapolation. Pour la commune, le premier recensement exhaustif entrant dans le cadre du nouveau dispositif a été réalisé en 2006.

En 2022, la commune comptait 4 435 habitants, en évolution de +1,58 % par rapport à 2016 (Essonne : +2,89 %, France hors Mayotte : +2,11 %).
| 1793 | 1800 | 1806 | 1821 | 1831  | 1836  | 1841 | 1846 | 1851 |
| ---- | ---- | ---- | ---- | ----- | ----- | ---- | ---- | ---- |
| 724  | 864  | 755  | 914  | 1 004 | 1 009 | 954  | 972  | 991  |

| 1856 | 1861 | 1866 | 1872 | 1876 | 1881 | 1886 | 1891 | 1896 |
| ---- | ---- | ---- | ---- | ---- | ---- | ---- | ---- | ---- |
| 945  | 934  | 980  | 905  | 955  | 968  | 932  | 901  | 885  |

| 1901 | 1906 | 1911 | 1921 | 1926  | 1931  | 1936  | 1946  | 1954  |
| ---- | ---- | ---- | ---- | ----- | ----- | ----- | ----- | ----- |
| 911  | 940  | 980  | 983  | 1 061 | 1 149 | 1 149 | 1 248 | 1 387 |

| 1962  | 1968  | 1975  | 1982  | 1990  | 1999  | 2006  | 2011  | 2016  |
| ----- | ----- | ----- | ----- | ----- | ----- | ----- | ----- | ----- |
| 1 540 | 1 575 | 2 165 | 3 158 | 3 656 | 3 922 | 4 172 | 4 305 | 4 366 |

| 2021  | 2022  | - | - | - | - | - | - | - |
| ----- | ----- | - | - | - | - | - | - | - |
| 4 405 | 4 435 | - | - | - | - | - | - | - |

#### Pyramide des âges
En 2018, le taux de personnes d'un âge inférieur à 30 ans s'élève à 33,3 %, soit en dessous de la moyenne départementale (39,9 %). À l'inverse, le taux de personnes d'âge supérieur à 60 ans est de 28,1 % la même année, alors qu'il est de 20,1 % au niveau départemental.
En 2018, la commune comptait 2 093 hommes pour 2 247 femmes, soit un taux de 51,77 % de femmes, légèrement supérieur au taux départemental (51,02 %).
Les pyramides des âges de la commune et du département s'établissent comme suit.
| Hommes | Classe d’âge | Femmes |
| ------ | ------------ | ------ |
| 1,1    | 90 ou +      | 1,6    |
| 6,9    | 75-89 ans    | 8,8    |
| 18,9   | 60-74 ans    | 18,8   |
| 22,4   | 45-59 ans    | 20,8   |
| 17,1   | 30-44 ans    | 17,0   |
| 14,8   | 15-29 ans    | 16,5   |
| 18,9   | 0-14 ans     | 16,4   |

| Hommes | Classe d’âge | Femmes |
| ------ | ------------ | ------ |
| 0,5    | 90 ou +      | 1,4    |
| 5,4    | 75-89 ans    | 7,2    |
| 12,9   | 60-74 ans    | 13,9   |
| 20     | 45-59 ans    | 19,4   |
| 19,9   | 30-44 ans    | 20,1   |
| 20     | 15-29 ans    | 18,2   |
| 21,3   | 0-14 ans     | 19,8   |

## Politique et administration

### Politique locale
La commune de Morigny-Champigny est rattachée au canton d'Étampes, représenté par les conseillers départementaux Marie-Claire Chambaret (DVD) et Guy Crosnier (LR), à l'arrondissement d’Étampes et à deuxième circonscription de l'Essonne, représentée par le député Franck Marlin (DVD).
L'Insee attribue à la commune le code 91 1 08 433. La commune de Morigny-Champigny est enregistrée au répertoire des entreprises sous le code SIREN 219 104 338. Son activité est enregistrée sous le code APE 8411Z.

### Tendances et résultats politiques
Élections présidentielles, résultats des deuxièmes tours :
- Élection présidentielle de 2002 : 80,78 % pour Jacques Chirac (RPR), 19,22 % pour Jean-Marie Le Pen (FN), 81,75 % de participation[36].
- Élection présidentielle de 2007 : 60,15 % pour Nicolas Sarkozy (UMP), 39,85 % pour Ségolène Royal (PS), 84,42 % de participation[37].
- Élection présidentielle de 2012 : 57,16 % pour Nicolas Sarkozy (UMP), 42,84 % pour François Hollande (PS), 80,99 % de participation[38].
- Élection présidentielle de 2017 : 60,58 % pour Emmanuel Macron (LREM), 39,42 % pour Marine Le Pen (FN), 76,61 % de participation.

Élections législatives, résultats des deuxièmes tours :
- Élections législatives de 2002 : 68,08 % pour Franck Marlin (UMP), 31,92 % pour Gérard Lefranc (PCF), 61,30 % de participation[39].
- Élections législatives de 2007 : 62,40 % pour Franck Marlin (UMP) élu au premier tour, 16,63 % pour Marie-Agnès Labarre (PS), 60,73 % de participation[40].
- Élections législatives de 2012 : 65,92 % pour Franck Marlin (UMP), 34,08 % pour Béatrice Pèrié (PS), 57,21 % de participation[41].
- Élections législatives de 2017 : 58,22 % pour Franck Marlin (LR), 41,78 % pour Daphné Ract-Madoux (MoDem), 46,25 % de participation.

Élections européennes, résultats des deux meilleurs scores :
- Élections européennes de 2004 : 22,78 % pour Harlem Désir (PS), 18,67 % pour Patrick Gaubert (UMP), 43,48 % de participation[42].
- Élections européennes de 2009 : 31,67 % pour Michel Barnier (UMP), 14,46 % pour Daniel Cohn-Bendit (Europe Écologie), 41,00 % de participation[43].
- Élections européennes de 2014 : 29,14 % pour Aymeric Chauprade (FN), 21,09 % pour Alain Lamassoure (UMP), 46,00 % de participation.
- Élections européennes de 2019 : 28,50 % pour Jordan Bardella (RN), 21,25 % pour Nathalie Loiseau (LREM), 52,81 % de participation.

Élections régionales, résultats des deux meilleurs scores :
- Élections régionales de 2004 : 42,76 % pour Jean-François Copé (UMP), 42,11 % pour Jean-Paul Huchon (PS), 64,65 % de participation[44].
- Élections régionales de 2010 : 50,83 % pour Valérie Pécresse (UMP), 49,17 % pour Jean-Paul Huchon (PS), 48,61 % de participation[45].
- Élections régionales de 2015 : 44,39 % pour Valérie Pécresse (LR), 29,13 % pour Claude Bartolone (PS), 59,58 % de participation.

Élections cantonales et départementales, résultats des deuxièmes tours :
- Élections cantonales de 2001 : données manquantes.
- Élections cantonales de 2008 : 66,88 % pour Jean Perthuis (UMP), 33,12 % pour François Jousset (PCF), 62,29 % de participation[46].
- Élections départementales de 2015 : 64,80 % pour Marie-Claire Chambaret (DVD) et Guy Crosnier (UMP), 35,20 % pour Valentin Millard et Maryvonne Roulet (FN), 49,40 % de participation.

Élections municipales, résultats des deuxièmes tours :
- Élections municipales de 2001 : données manquantes.
- Élections municipales de 2008 : 51,53 % pour Catherine Carrère (DVG), 30,17 % pour Dominique Tissier (DVD), 65,99 % de participation[47].
- Élections municipales partielles de 2013 : 41,23 % pour Bernard Dionnet (DVD), 33,03 % pour Catherine Carrère (DVG), 48,62 % de participation.
- Élections municipales de 2014 : 68,41 % pour Bernard Dionnet (DVD) élu au premier tour, 17,39 % pour Jean-Gabriel Lainey (DVG), 14,19 % pour Jean-François Foucher (DVD), 61,71 % de participation.
- Élections municipales de 2020 : 74,17 % pour Bernard Dionnet (DVD) élu au premier tour, 25,82 % pour Bertrand Guimard (DVG), 43,34 % de participation.

Référendums :
- Référendum de 2000 relatif au quinquennat présidentiel : 73,72 % pour le Oui, 26,28 % pour le Non, 39,56 % de participation[48].
- Référendum de 2005 relatif au traité établissant une Constitution pour l'Europe : 53,11 % pour le Non, 46,89 % pour le Oui, 69,53 % de participation[49].

### Enseignement
Les élèves de Morigny-Champigny sont rattachés à l'académie de Versailles. La commune dispose sur son territoire des écoles maternelles Charles-Perrault et Jean-de-La Fontaine et des écoles élémentaires Alphonse-Daudet et François-René-de-Chateaubriand.

### Santé
Depuis le 7 juillet 1990, la commune a vu s'ouvrir sur son territoire, un établissement d'hébergement pour personnes âgées dépendantes le domaine de la Chalouette. Cet EHPAD appartient au groupe Dolcéa.

### Services publics
La commune dispose sur son territoire d'une agence postale.

### Jumelages
La commune de Morigny-Champigny n'a développé aucune association de jumelage.

## Vie quotidienne à Morigny-Champigny

### Sports
Morigny-Champigny possèdent une certaine diversité dans ses offres de clubs de sports. Malgré sa taille plus que modeste, Morigny-Champigny a fourni plusieurs champions de France. On notera plus particulièrement les deux titres de champions de France de Tae Kwon Do Féminin, l'un en catégorie junior l'autre en catégorie senior.

### Lieux de culte

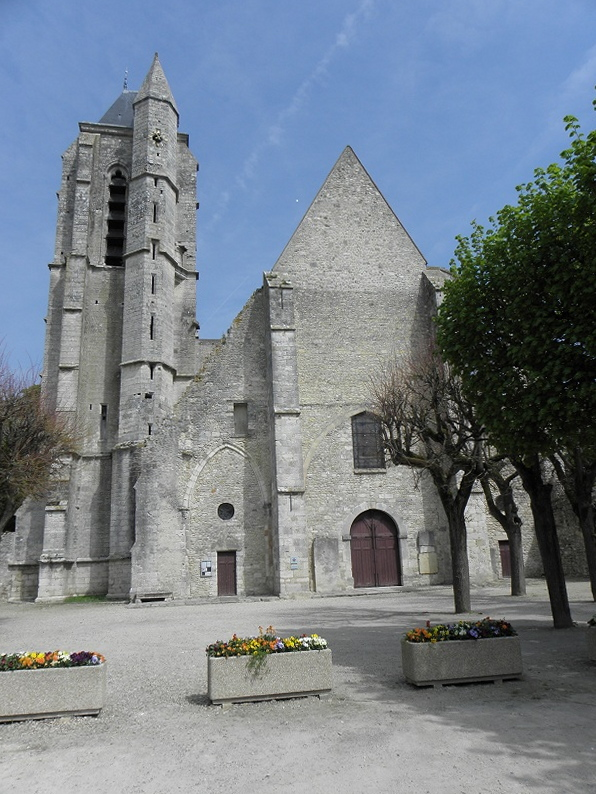
L’abbatiale de la Trinité.

La paroisse catholique de Morigny-Champigny est rattachée au secteur pastoral de Saint-Michel-de-Beauce-Étampes et au diocèse d'Évry-Corbeil-Essonnes. Elle dispose de l'église de la Sainte-Trinité. La communauté protestante évangélique baptiste dispose d'un temple dans la commune.

### Médias
L'hebdomadaire Le Républicain relate les informations locales. La commune est en outre dans le bassin d'émission des chaînes de télévision France 3 Paris Île-de-France Centre, IDF1 et Téléssonne intégré à Télif.

## Économie

### Emplois, revenus et niveau de vie
En 2006, le revenu fiscal médian par ménage était de 23 479 €, ce qui plaçait la commune au 785e rang parmi les 30 687 communes de plus de cinquante ménages que compte le pays et au soixante-septième rang départemental.
| Répartition des emplois par catégories socioprofessionnelles en 2006. |              |                                           |                                                   |                            |                          |                           |
|                                                                       | Agriculteurs | Artisans, commerçants, chefs d’entreprise | Cadres et professions intellectuelles supérieures | Professions intermédiaires | Employés                 | Ouvriers                  |
| Morigny-Champigny                                                     | 1,4 %        | 8,4 %                                     | 9,7 %                                             | 28,4 %                     | 29,9 %                   | 22,2 %                    |
| Zone d’emploi d’Étampes                                               | 1,8 %        | 6,2 %                                     | 15,1 %                                            | 24,9 %                     | 27,2 %                   | 24,8 %                    |
| Moyenne nationale                                                     | 2,2 %        | 6,0 %                                     | 15,4 %                                            | 24,6 %                     | 28,7 %                   | 23,2 %                    |
| Répartition des emplois par secteurs d’activités en 2006.             |              |                                           |                                                   |                            |                          |                           |
|                                                                       | Agriculture  | Industrie                                 | Construction                                      | Commerce                   | Services aux entreprises | Services aux particuliers |
| Morigny-Champigny                                                     | 2,1 %        | 8,7 %                                     | 6,3 %                                             | 43,7 %                     | 6,1 %                    | 6,7 %                     |
| Zone d’emploi d’Étampes                                               | 2,9 %        | 16,1 %                                    | 6,7 %                                             | 14,8 %                     | 9,2 %                    | 5,8 %                     |
| Moyenne nationale                                                     | 3,5 %        | 15,2 %                                    | 6,4 %                                             | 13,3 %                     | 13,3 %                   | 7,6 %                     |
| Sources : Insee,                                                      |              |                                           |                                                   |                            |                          |                           |

## Culture locale et patrimoine

### Patrimoine environnemental
Les berges de la Juine, les bois répartis sur le territoire et la carrière géologique ont été recensés au titre des espaces naturels sensibles par le conseil départemental de l'Essonne.
Le parc de Jeurre, domaine privé abritant un château et quatre fabriques ramenées du parc de Méréville ainsi que d'autres éléments architecturaux.
La commune a été récompensée par deux fleurs au concours des villes et villages fleuris.

### Lieux et monuments

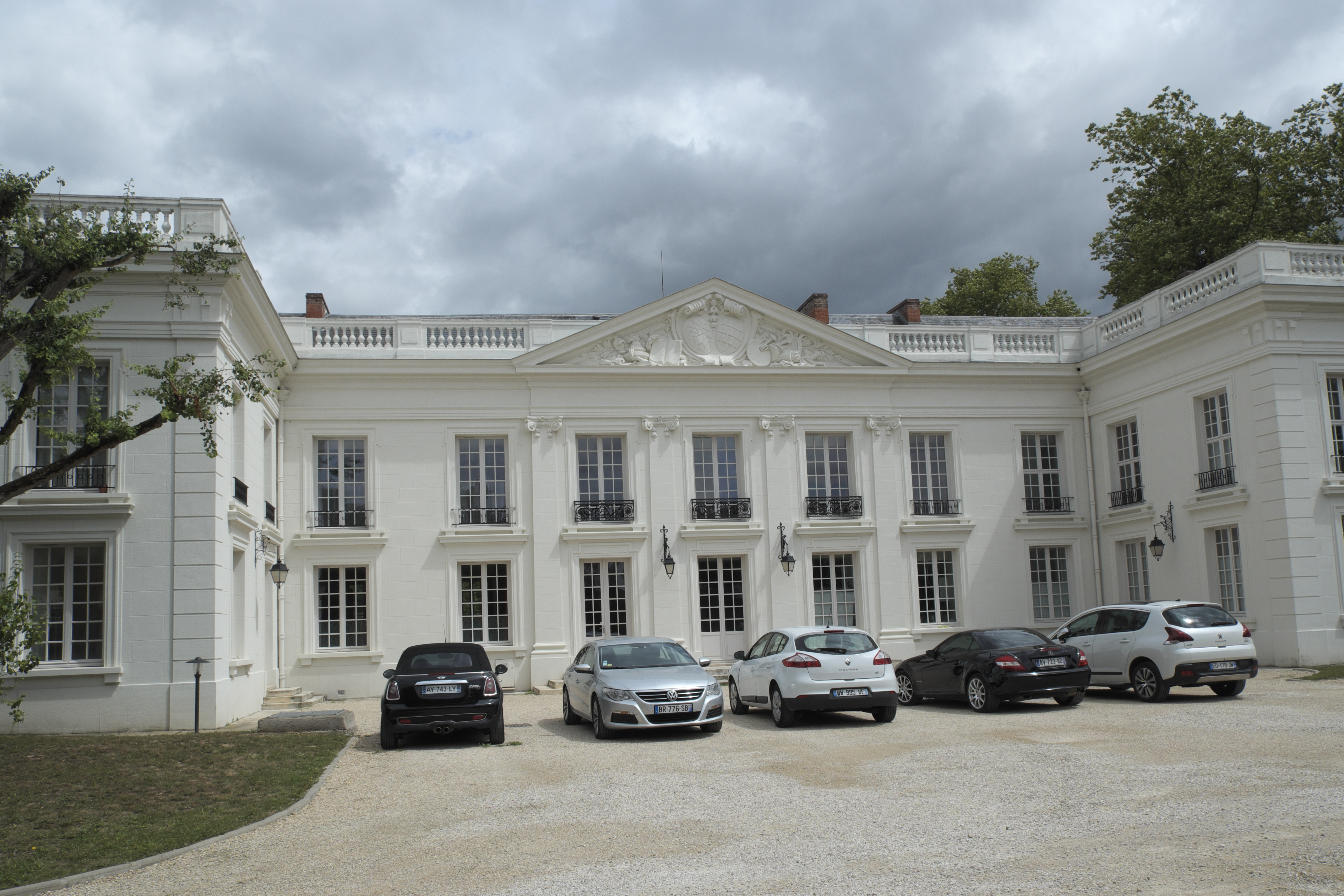
Le château de Morigny en 2017.

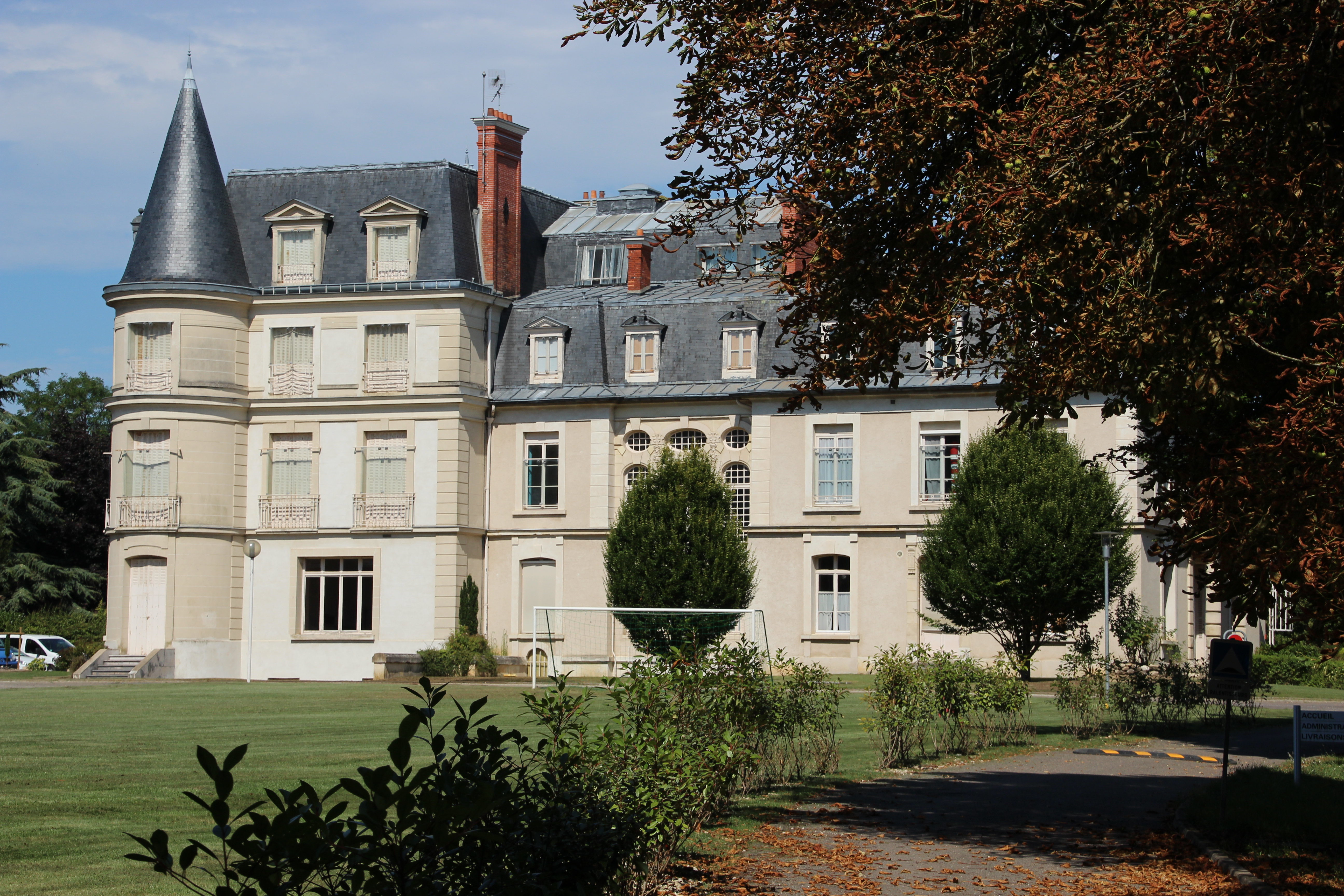
Le château de Brunehaut.

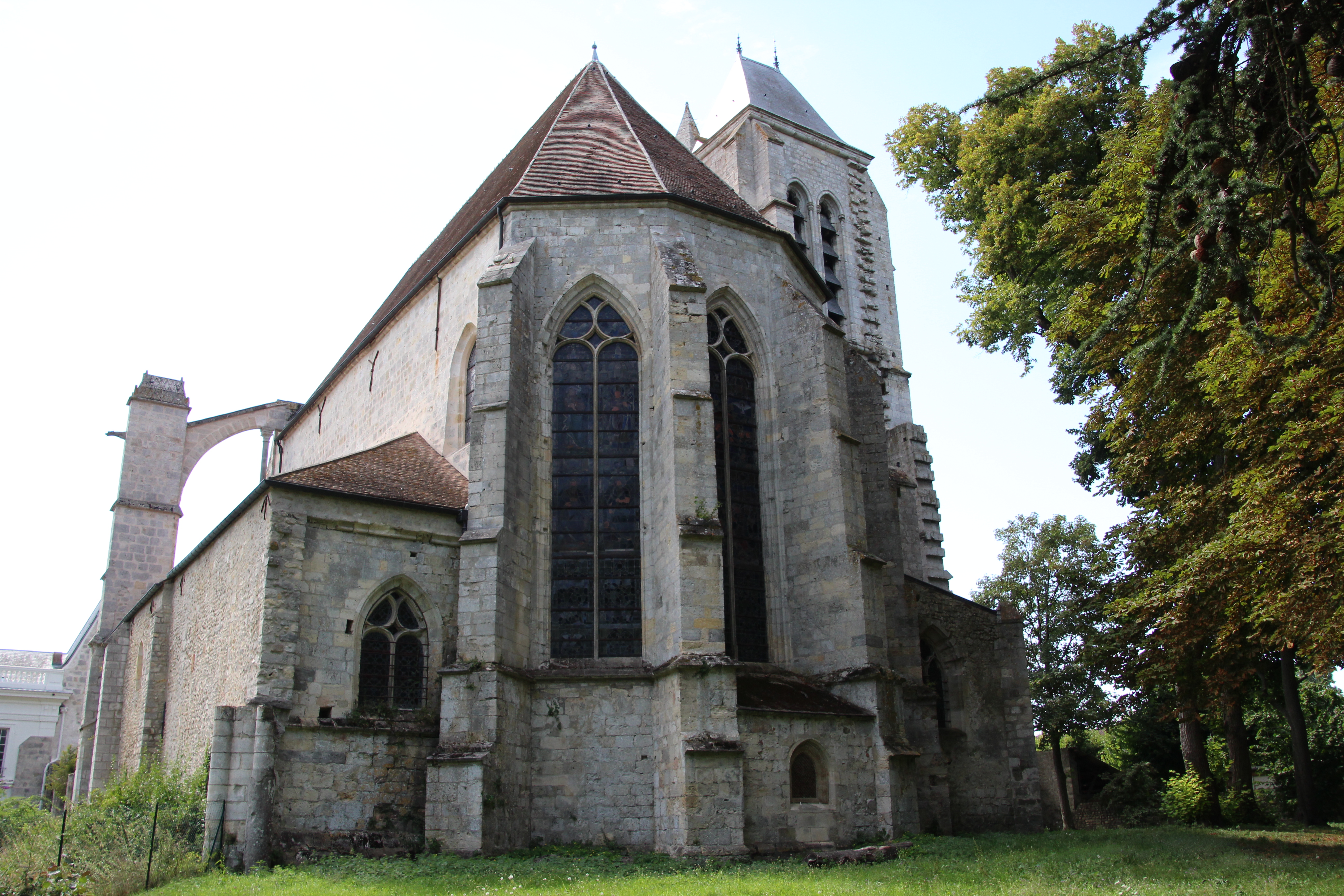
L'église Sainte-Trinité.

- L'ancien château de Morigny et son parc,  Inscrit MH (1965, Château et son parc, sauf ses communs)[61],[62].

En 1978, le château et son parc sont légués à la Sorbonne qui vu les coûts d'entretien s'en défait auprès d'investisseurs privés pour en faire des logements. En 2008, une partie du parc est restituée à la commune
- L'abbaye de la Sainte-Trinité de Morigny des XIe et XVIe siècles,  Classée MH (1862, classement par liste de 1862)[64] ,[65].
- Le château de Brunehaut des XVIIe et XVIIIe siècles,  Inscrit MH (1991, Façades et toitures de la ferme de la basse-cour ; pavillon du garde ; colonne de la Concorde civile ; fontaine ; autel antique ; pont rouge ; temple de l'Amitié)[66].

Il est actuellement propriété du Conseil départemental de l'Essonne et abrite l'Institut de Rééducation de Brunehaut.
- Le château de Jeurre et quatre fabriques de jardin de son parc, XVIIIe siècle,  Classé MH (1957, 1973, Temple de l'Amour ; tombeau de Cook ; colonne rostrale ; façade principale de l'ancienne laiterie ainsi que la façade postérieure y compris les bas-reliefs qui la décorent ; gnomon, provenant du château de Méréville et réédifiés dans le parc en 1957 - Fronton provenant de l'ancien château de Saint-Cloud et réédifié dans le parc en 1973)[67].

Les fabriques sont le cénotaphe de Cook, la laiterie, le temple de la Piété Filiale et la colonne rostrale.
Elles ont été transportées du château de Méréville et reconstruites dans le parc.
- Le Polissoir de la Petite-Garenne,  Classé MH (1902,  classement par arrêté du 28 janvier 1902)[72].
- Le pont-aqueduc de la Jeurre de 1792,  Inscrit MH (1990, Inscription par arrêté du 20 février 1990)[73].
- Une nécropole gallo-romaine a été découverte en 2006 le long de la nationale 20[74].

### Personnalités liées à la commune
Différents personnages publics sont nés, décédés ou ont vécu à Morigny-Champigny :
- Nicolas François Mollien (1758-1850), homme politique y est inhumé.
- L’abbé Alta, pseudonyme de Calixte Mélinge (1842-1933) a été curé de Morigny de 1900 en 1910, date à laquelle il est démis de sa charge par l'évêque de Versailles pour ses écrits à caractère gnostique.
- René de Saint-Périer (1877-1950), archéologue y est mort.
- Camille Georges Jousse (1887-1945), mécanicien et résistant y est né.
- Eugène Pittard (1867-1962), anthropologue suisse, est décédé le 11 mai 1962 au château de Morigny.
- Léon Gard (1901-1979), artiste peintre y vécut.

### Héraldique et logotype

Ancien logo

| Blason de Morigny-Champigny | Blason  | D'azur à la burelle ondée d'argent accompagnée en chef de deux gerbes de blé d'or; au chef-pal d'or brochant, charge d'une crosse de sable. |
| Blason de Morigny-Champigny | Détails | Armoiries conçues par M. Robert Louis en 1960, et adoptées par la commune le 12 décembre 2014.                                              |

### Morigny-Champigny dans les arts et la culture
- Morigny-Champigny a servi de lieu de tournage aux films Le Libertin de Gabriel Aghion sorti en 2000 et Ceux qui restent d'Anne Le Ny sorti en 2007[76],[77].